# 謝有福
謝有福（1916年—1986年），台灣醫學家，日治台灣台北州七星郡士林街出身，專長皮膚泌尿器醫學，特別是泌尿器醫學，是國立台灣大學醫學院和台大醫院皮膚泌尿科第1位台灣人主任。謝有福逝去後，台灣泌尿科醫學會創設紀念「謝有福教授論文獎」，頒給研究成果優良的泌尿科醫師。

## 左傾
中國共產黨地下黨員，謝的同班同學邱林淵向藍博洲回憶：「當時，地下黨台大醫學院的支部書記是許強。據說，參加活動的有5個人﹕胡鑫麟、許強、翁廷俊、謝有福；還有一個人的名字，我不記得了。」
許強不在台灣期間，蕭道應主持支部工作。
1950年特務抓捕台大醫師，許強、胡鑫麟、胡寶珍（皮膚泌尿科）、蘇友鵬（耳鼻咽喉科）被捕，剛好不在院內的第一內科教授翁廷俊事後被傅斯年校長和杜聰明院長勸說，力保他「自新」，1955年辭台大教職自行開業。
第三內科教授兼主任許強被殺，眼科主任胡鑫麟和胡寶珍、蘇友鵬2位年青醫師（台大醫學院醫科1948年、1949年畢業，許強、胡鑫麟、謝有福、翁廷俊的學生）被關在綠島10多年，只有謝逃過國民黨的白色大網。
胡鑫麟前任的台大眼科主任邱林淵博士向藍博洲回憶：「謝有福過世時，胡鑫麟曾經很感傷地說：『現在，就只剩下我一個人了！』由這句話可見謝有福是漏網之魚，他在組織裡的活動，並沒有暴露出來。」
翁廷俊博士在杜聰明院長和傅斯年校長勸說和力保下「自新」，1955年辭台大教職。
1952年4月，1950年辭職離開台大投身革命的蕭道應和陳福星、曾永賢等地下共產黨員在苗栗三義被國民黨特務抓捕，1953年12月28日，陳福星、曾永賢、劉興炎、林希鵬、黎明華、蕭道應6人選擇「自新」，蕭道應出任調查局（原國民黨中統局）法醫，歷任法醫課課長、法醫顧問。
1948年末，邱林淵副教授和婦產科副教授王經授博士、皮膚泌尿科講師吳萬耀棄職逃到中國蘇區，邱林淵改名李辰，王經授改名陳文，吳萬耀改名周輝榮。
皮膚泌尿科轉公共衛生醫學的何斌先前就到了中國大別山蘇區。
謝有福、吳萬耀、邱林淵、許強、蕭道應是台北高等學校理科同期同學。
謝有福、邱林淵、許強、蕭道應是台北帝國大學醫學部同班同學，1940年卒業，王經授、吳萬耀是1941年卒業，何斌是1942年卒業。
謝有福和吳萬耀是日本教員撤退後台大皮膚泌尿科最早期的泌尿科學師資，皮膚科學師資是謝有福的同班同學陳登科副教授和學弟翁廷雄講師。
邱林淵回憶說：「當時日本學生經常欺負我們台灣學生。我印象比較深的是，因為日本殖民當局不准台灣學生在學校說台灣方言，有一次，有些台灣學生說台灣話被一些日本學生聽到，他們就藉機欺負那些台灣學生。結果，這事被許強、蕭道應和謝有福等人知道了，他們就毫不退縮地起來反抗那些日本學生。」